# Tanjung Raya (Rambang)
Tanjung Raya is een bestuurslaag in het regentschap Muara Enim van de provincie Zuid-Sumatra, Indonesië. Tanjung Raya telt 1905 inwoners (volkstelling 2010).